# Habutai

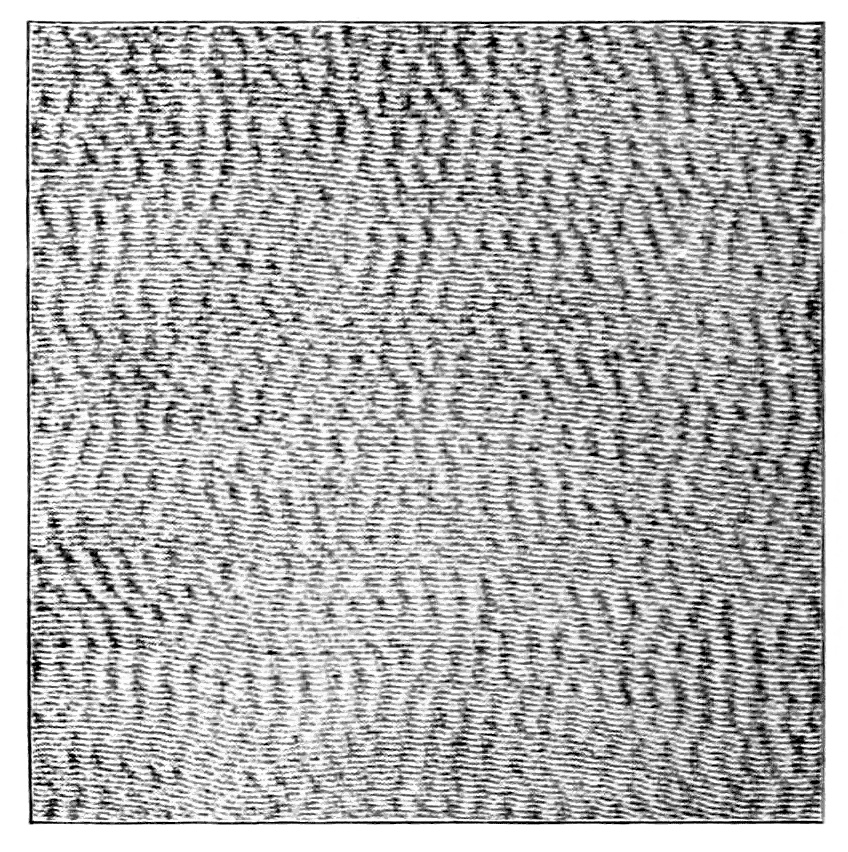
Japanisches „weiches, dickes, starkgeripptes »kabe habutai«“, ehemals ein hochpreisiges Material für Roben

Habutai ist eine Japanseide in Taftbindung.
Der Seidenstoff ist mittelschwer und hat einen taftähnlichen Griff. Meist wird er in hochwertigen Qualitäten hergestellt. Habutai ist feiner als Toile und schwerer als Pongé.